# ガッツオーロ
ガッツオーロ（伊: Gazzuolo）は、イタリア共和国ロンバルディア州マントヴァ県にある、人口約2,100人の基礎自治体（コムーネ）。

## 地理

### 位置・広がり

#### 隣接コムーネ
隣接するコムーネは以下の通り。括弧内のCRはクレモナ県所属を示す。
- コンメッサッジョ
- マルカリーア
- サン・マルティーノ・ダッラルジネ
- スピネーダ (CR)
- ヴィアダーナ

### 気候分類・地震分類
気候分類では、zona E, 2388 GGに分類される。
また、イタリアの地震リスク階級 (it) では、zona 3 (sismicità bassa) に分類される。

## 行政

### 分離集落
ガッツオーロには、以下の分離集落（フラツィオーネ）がある。
- Belforte, Bocca Chiavica, Pomara, Nocegrossa, La Marchesa